# Fuente de los Riojanos Ilustres

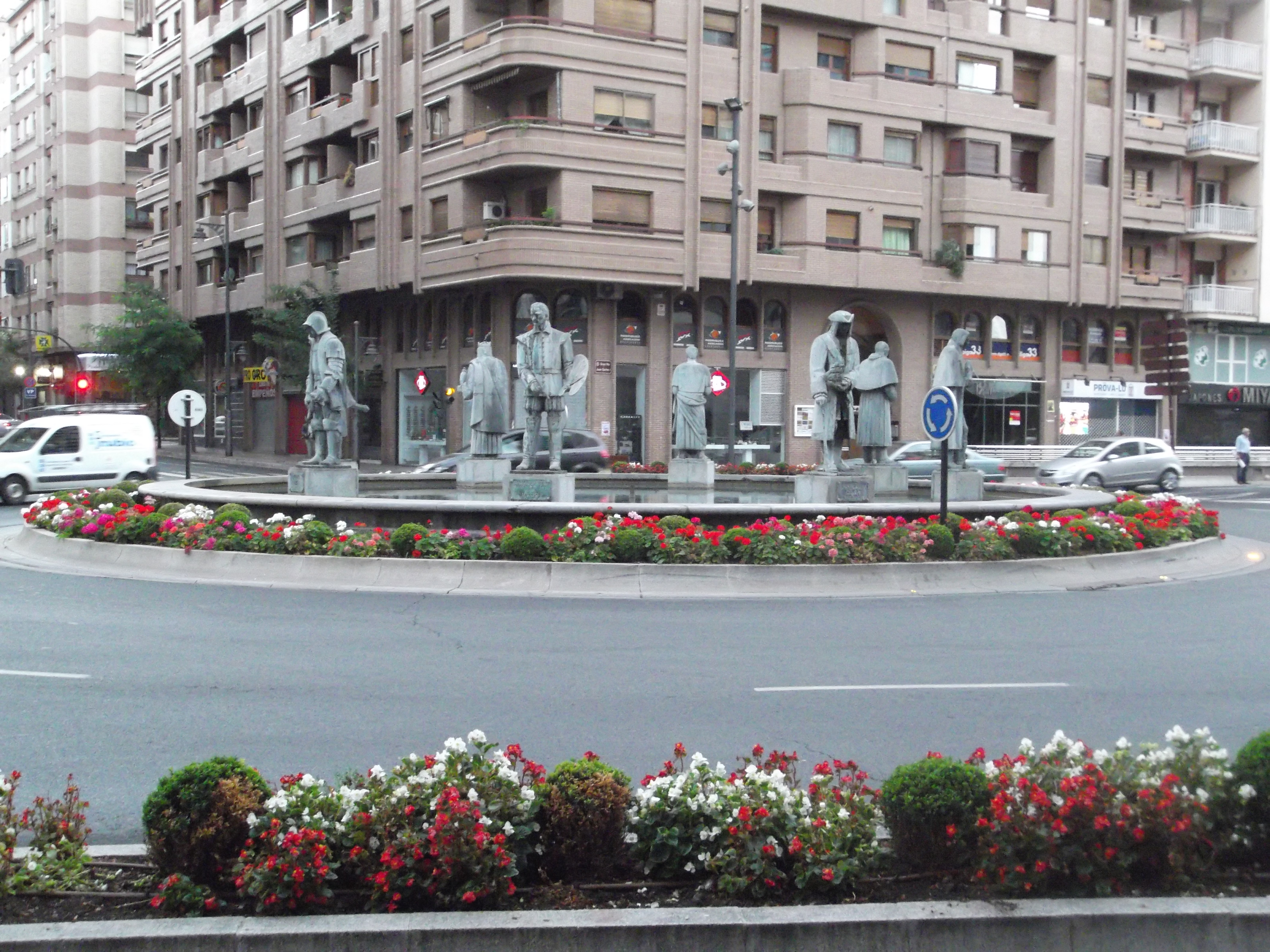
Fuente de los Riojanos Ilustres, en Logroño, La Rioja, conocida popularmente por "Espaldas mojadas".

La fuente de los riojanos ilustres es una fuente situada en la ciudad de Logroño (capital de La Rioja) en honor de varios personajes ilustres en la historia de La Rioja. Se sitúa en el centro de la ciudad en la calle Gran Vía en su intersección con la calle Chile. Este monumento fue levantado en marzo de 1999 y sus creadores fueron los escultores Dalmati y Alejandro Narvaiza Rubio. 
La fuente cuenta con un total de 8 estatuas de bronce a su alrededor, que representan a Quintiliano, Gonzalo de Berceo, Pedro del Castillo, Juan Fernández de Navarrete, Fausto Elhúyar, Zenón de Somodevilla y Bengoechea conocido como Marqués de la Ensenada, Julio Rey Pastor y el rey García Sánchez III de Navarra. Asimismo, esta fuente es ampliamente conocida como La fuente de las "espaldas mojadas", ya que las diferentes figuras reciben sobre sus espaldas parte del agua de la fuente del centro. El nombre se debe a una llamada al Buzón del Lector del Diario de La Rioja: tras criticar las estatuas, así la nombró, y desde entonces este término se hizo popular entre los logroñeses.

## Riojanos ilustres

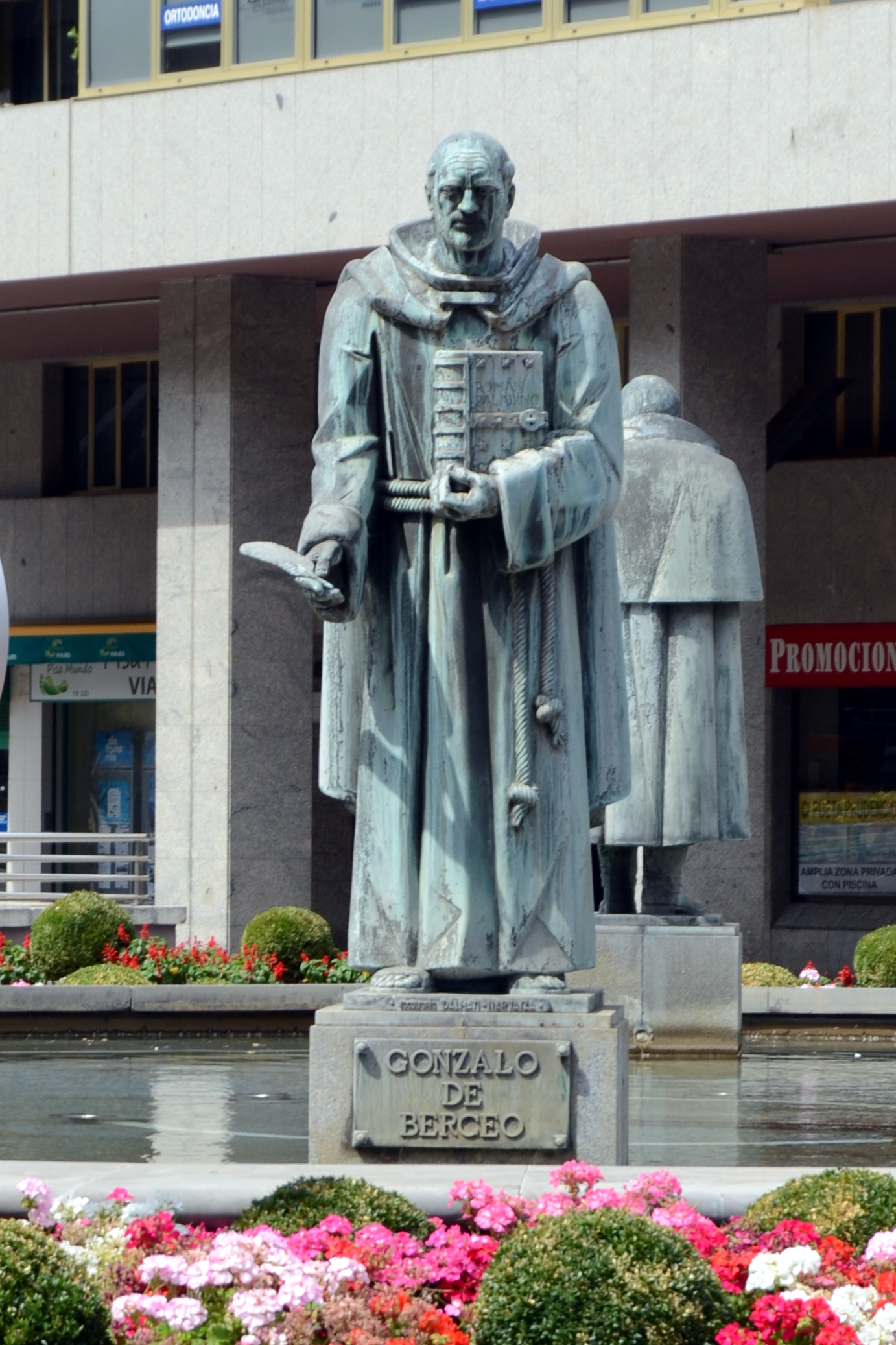
Gonzalo de Berceo
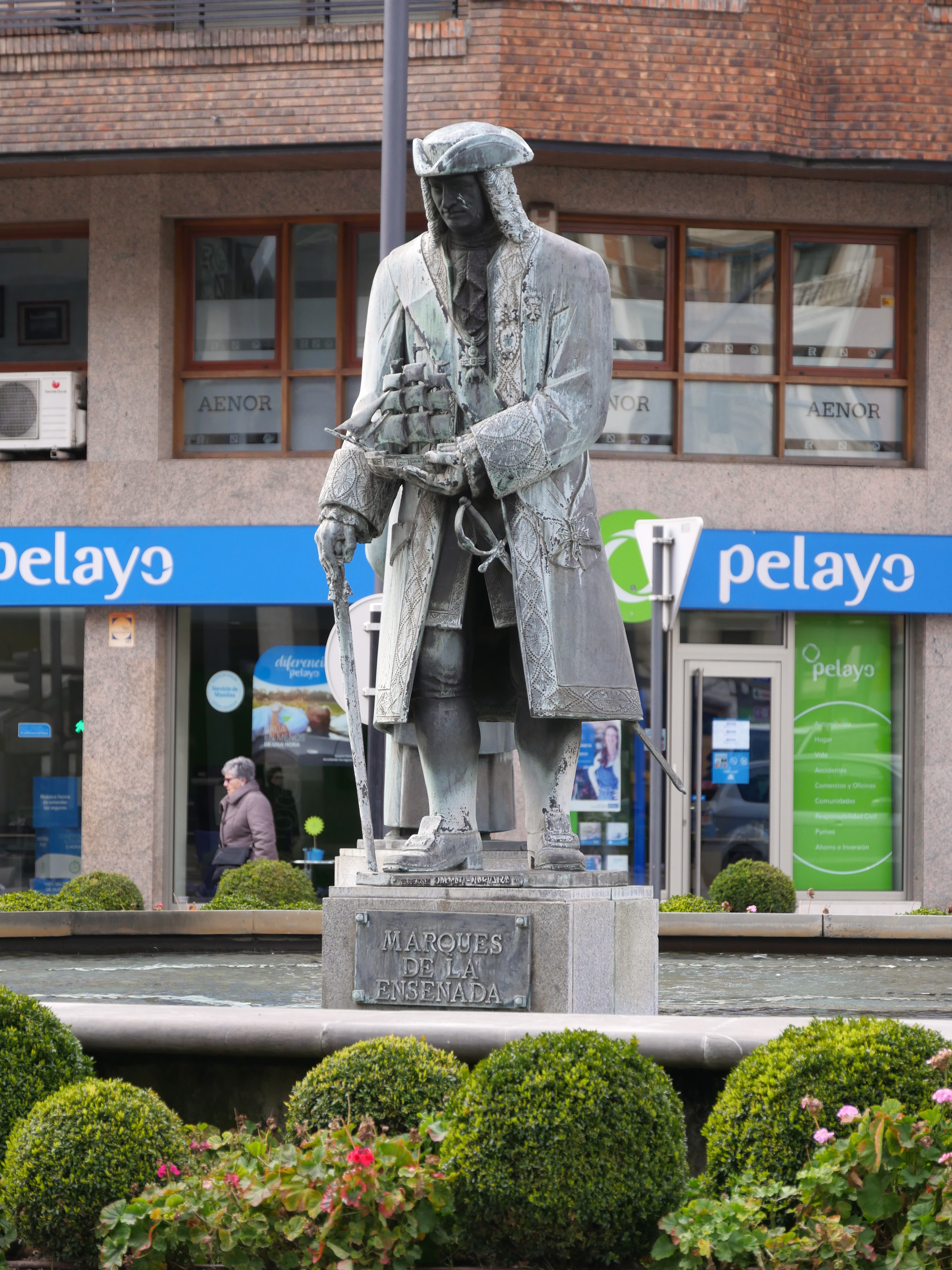
Marqués de la Ensenada
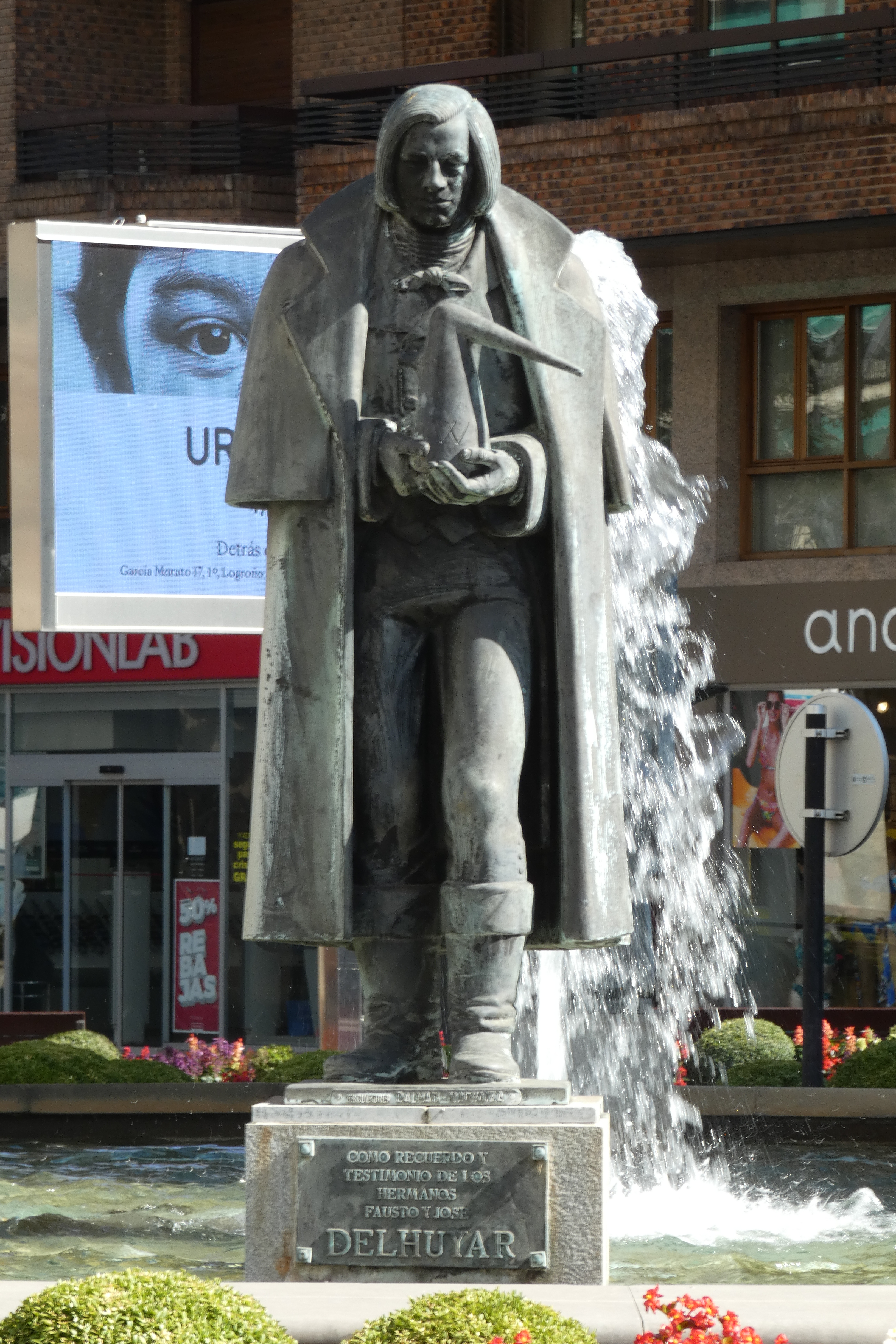
Fausto Delhuyar
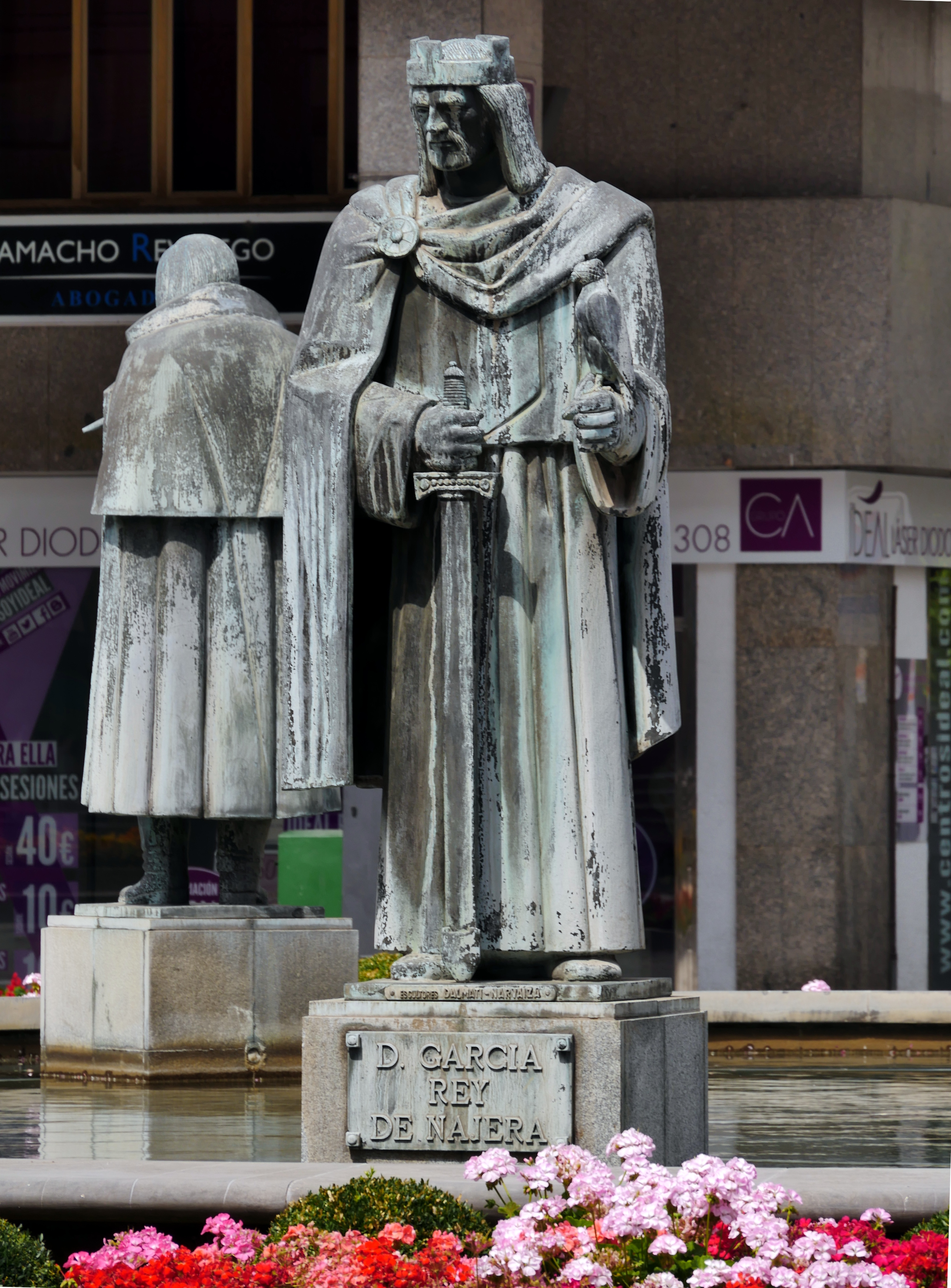
García el de Nájera
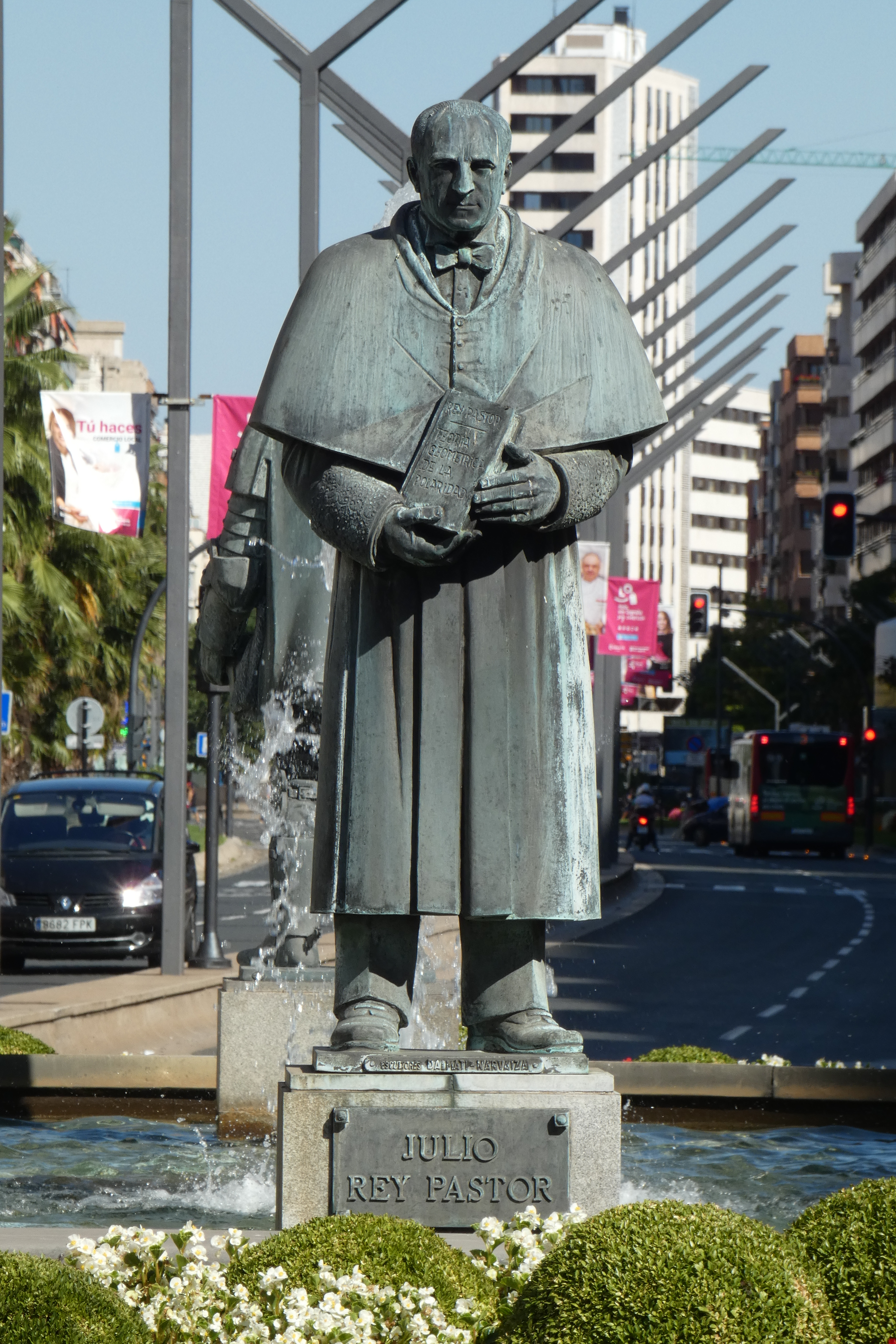
Julio Rey Pastor
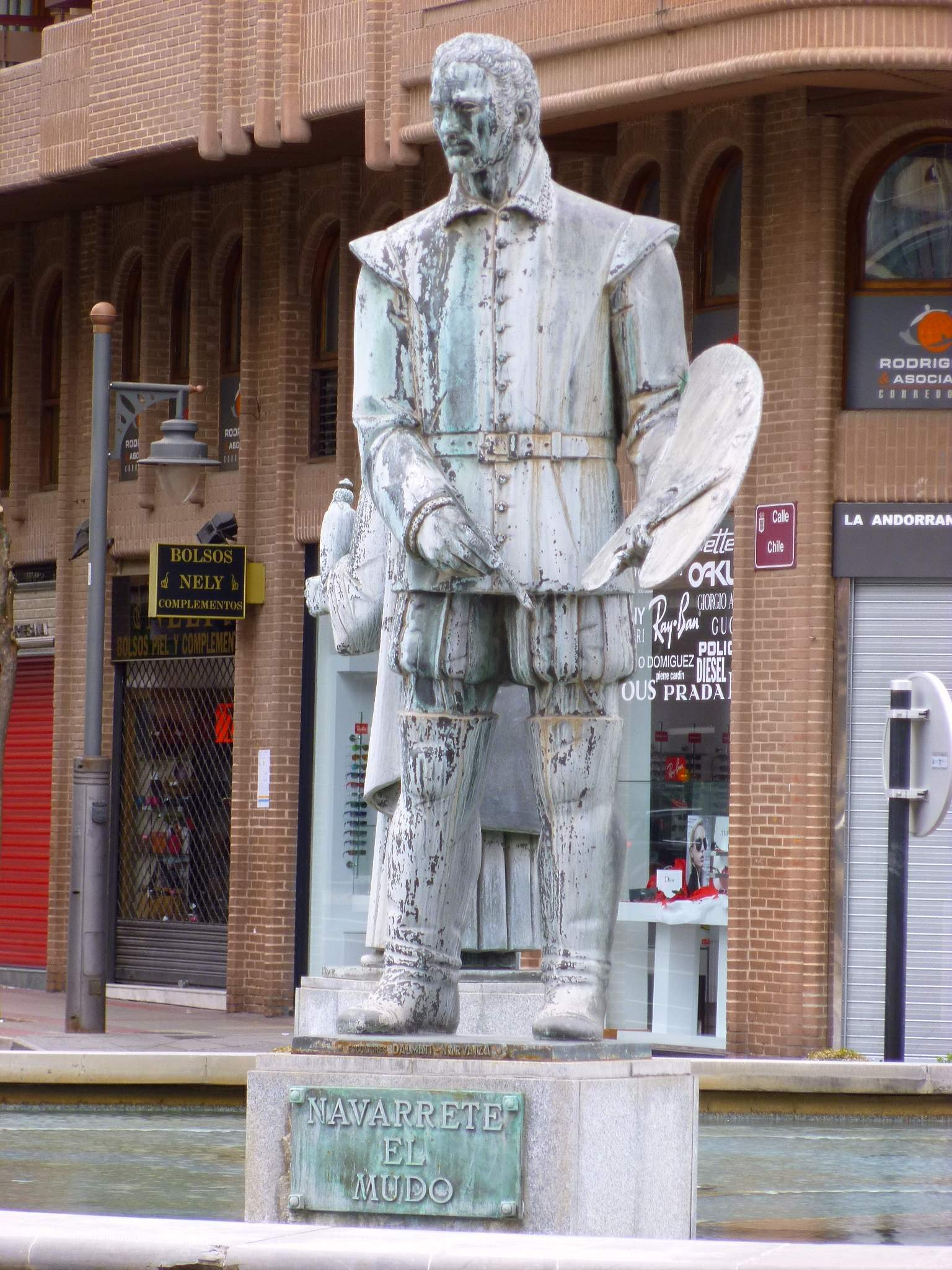
Navarrete el Mudo
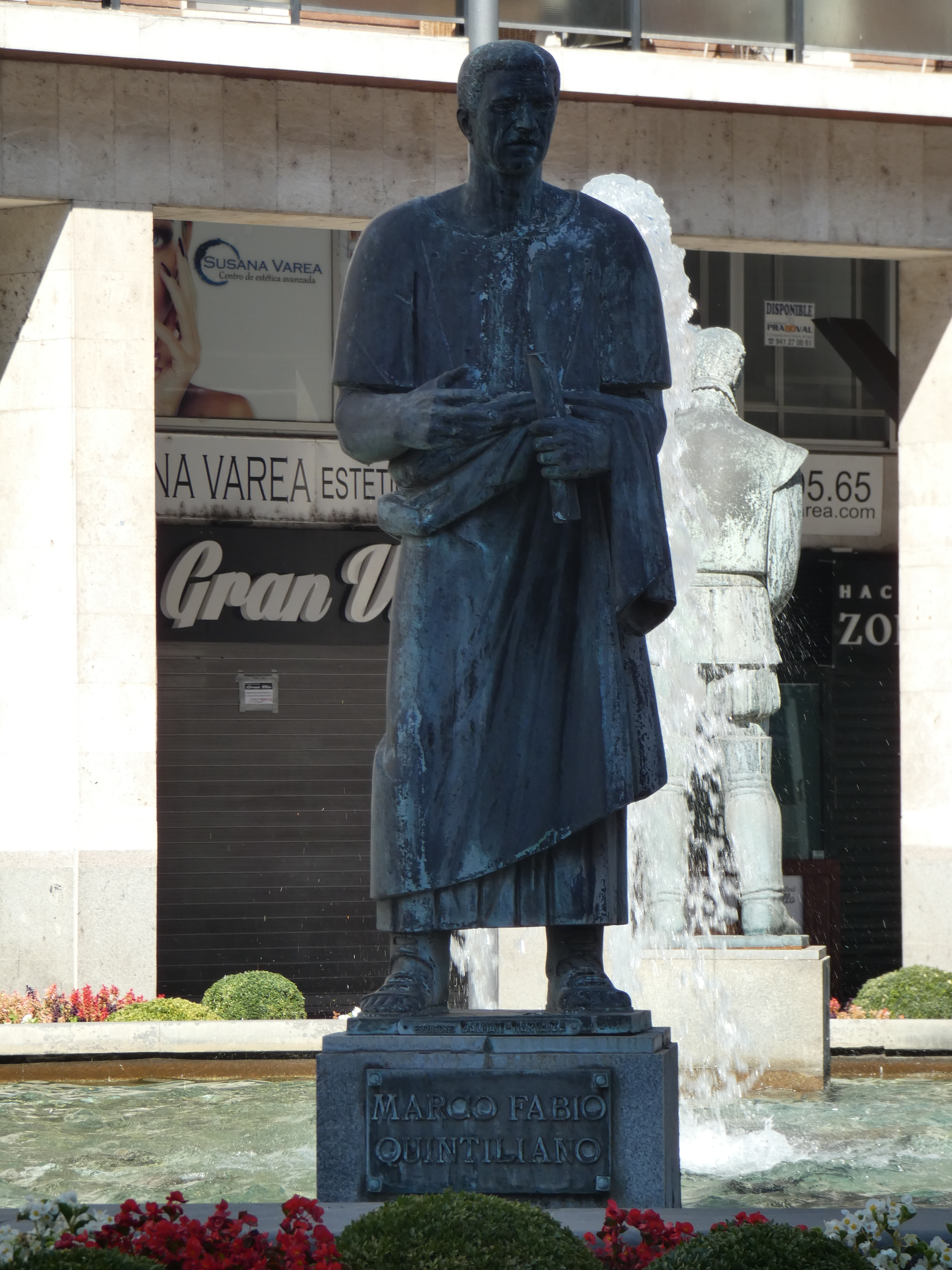
Marco Fabio Quintiliano
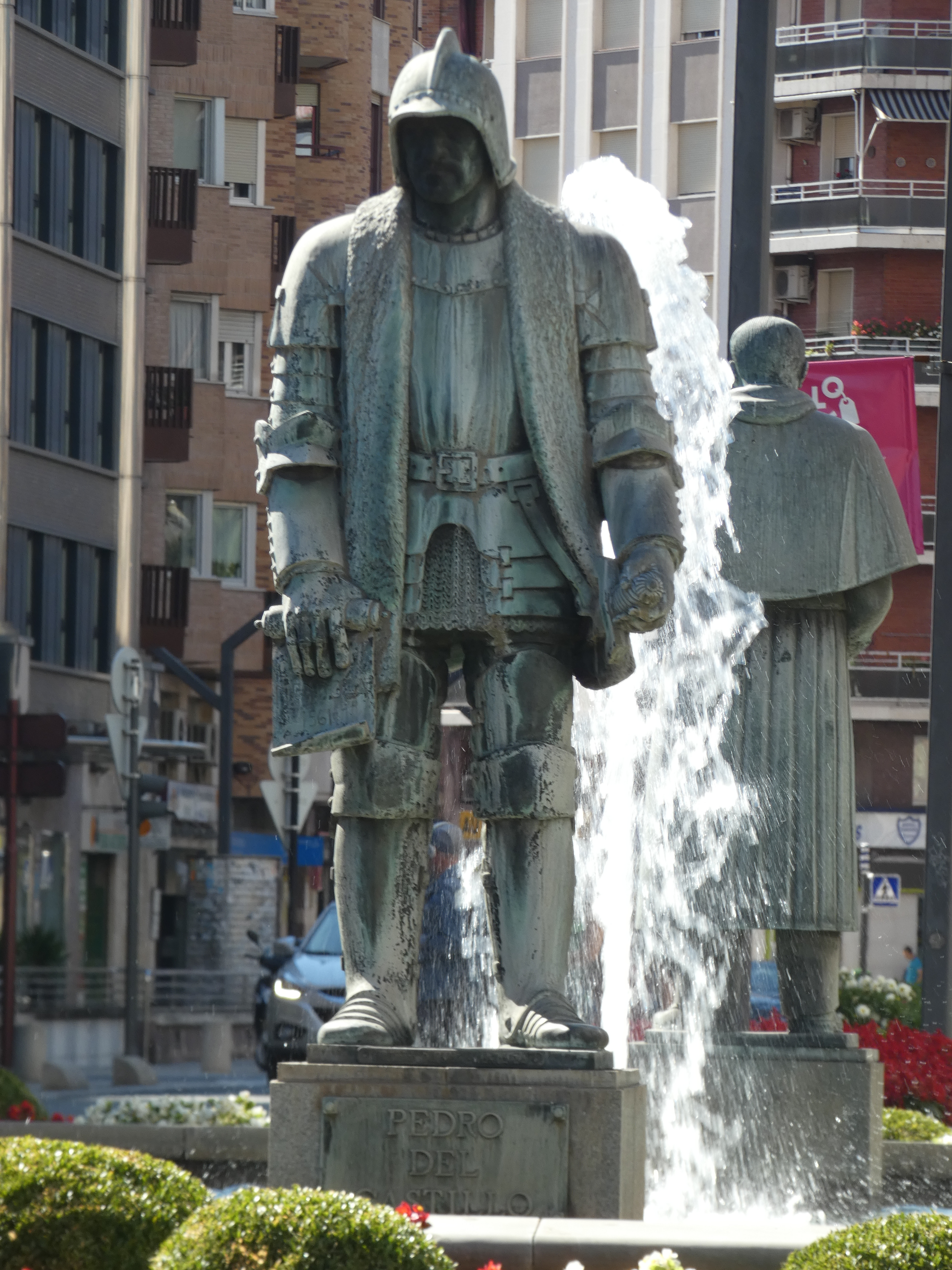
Pedro del Castillo